# Psicologia comparada
A psicologia comparada ou psicologia animal é um campo da psicologia que estuda as diferenças de comportamento entre os vários seres vivos, as várias espécies existentes, comparando os seus diferentes  comportamentos.
Este ramo da psicologia é, por vezes, confundido com a etologia, mas diferem em muitos pontos importantes. A etologia é uma ciência que estuda os animais de espécies diferentes, observando-os no seu meio ambiente natural ou habitat, enquanto que a psicologia comparada, observa-os em laboratório.
Resumidamente, a psicologia comparada limita-se à comparação de resultados obtidos em laboratório, resultados esses que acabam por ser um pouco limitados, uma vez que os grupos observados em laboratório não abrangem uma população significativa.